# 贝尔特里穆捷
贝尔特里穆捷（法語：Bertrimoutier，法語發音：[bɛʁtʁimutje] ⓘ）是法国大東部大區孚日省的一个市镇，属于孚日圣迪耶区。

## 地理
贝尔特里穆捷（48°16'18"N, 7°3'15"E）面积3.72 平方千米，位于法国大東部大區孚日省，该省份为法国东北部内陆省份，北起默兹省和默尔特-摩泽尔省，西接上马恩省，南至上索恩省和贝尔福地区省，东临上莱茵省和下莱茵省。
与贝尔特里穆捷接壤的市镇（或旧市镇、城区）包括：邦德拉沃利讷、法沃河畔纳维莱尔、拉沃、维桑巴、孔布里蒙。

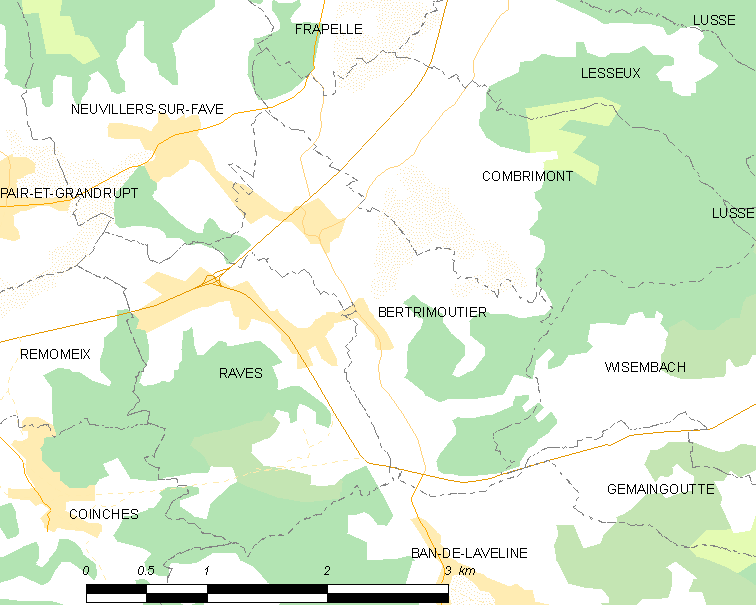
贝尔特里穆捷的OSM定位图

贝尔特里穆捷的时区为UTC+01:00、UTC+02:00（夏令时）。

## 行政
贝尔特里穆捷的邮政编码为88520，INSEE市镇编码为88054。

## 政治
贝尔特里穆捷所属的省级选区为孚日圣迪耶第二县。

## 人口

1962-2008年间贝尔特里穆捷人口变化图示

贝尔特里穆捷于2022年1月1日时的人口数量为312人。